# Ovactis wilsoni
Ovactis wilsoni är en korallart som beskrevs av van Beneden 1897. Ovactis wilsoni ingår i släktet Ovactis och familjen Arachnactidae. Inga underarter finns listade i Catalogue of Life.